# Сутла
Сутла (словен. Sotla) је река која скоро целом својом дужином обележава границу између Словеније и Хрватске. Сутла је дугачка око 92 km. Слив реке се простире на око 581 km² (од тога 451 km² у Словенији).
Извире у Словенији на јужним обронцима Мацељске горе, испод Превоја 715 m, а у реку Саву утиче као њена лева притока код Савског Марофа. Пад речног тока износи 369 m. Веће притоке прима само са десне стране (Мостица, Бистрица и Бизел). У доњем току је регулисана. Долином Сутле пролази железничка пруга и пут до Кумровца
На подручју општине Подчетртек (Словенија) и општине Загорска Села (Хрватска) од 2004. године основана је туристичка зона Сутла - долина извора здравља.